# Roger Wolcott (Connecticut)
Roger Wolcott (Windsor, 4 de gener de 1679 - Windsor, 17 de maig de 1767) va ser un teixidor nord-americà, estadista i polític de Windsor, Connecticut. Va ser governador colonial de Connecticut de 1751 a 1754.

## Biografia
Wolcott va néixer a Windsor, Connecticut i era fill de Simon Wolcott i Martha Pitkin Wolcott. La seva educació formal va quedar severament limitada per la naturalesa del poble fronterer, per la qual cosa als dotze anys va ser aprenent de teixidor i als vint-i-un anys va ingressar en aquest negoci pel seu compte. Es va casar amb Sarah Drake el 3 de desembre de 1702 i van tenir quinze fills abans de morir el 1748. El seu fill, Oliver Wolcott, va ser un dels signants de la Declaració d'Independència i va arribar a ser governador de Connecticut.